# نقابة أطباء سورية
نقابة أطباء سورية عبارة عن نقابة لتنظيم مزاولة مهنة الطب في سوريا، صدر أول قانون لتنظيم مزاولة مهنة الطب في عام 1937، وأُنشئت أول نقابة للأطباء في دمشق في عام 1943. ثم قانون مزاولة المهن الطبية لعام 1952، بإحداث 4 نقابات مستقلة في دمشق، حلب، اللاذقية، حمص، ثم قانون مزاولة المهن الطبية الصادر رقم /12/ تاريخ 7/1/1970، وهو النافذ حالياً، وثم قانون التنظيم النقابي للأطباء البشريين رقم /32/ الصادر بتاريخ 22/7/1974 المتضمن إحداث نقابة واحدة للأطباء تضم فروعاً في معظم المحافظات وحد خزانات التقاعد الأربعة بصندوق واحد، نقيب الأطباء الحالي هو كمال أسد عامر .